# Daniel Prenn

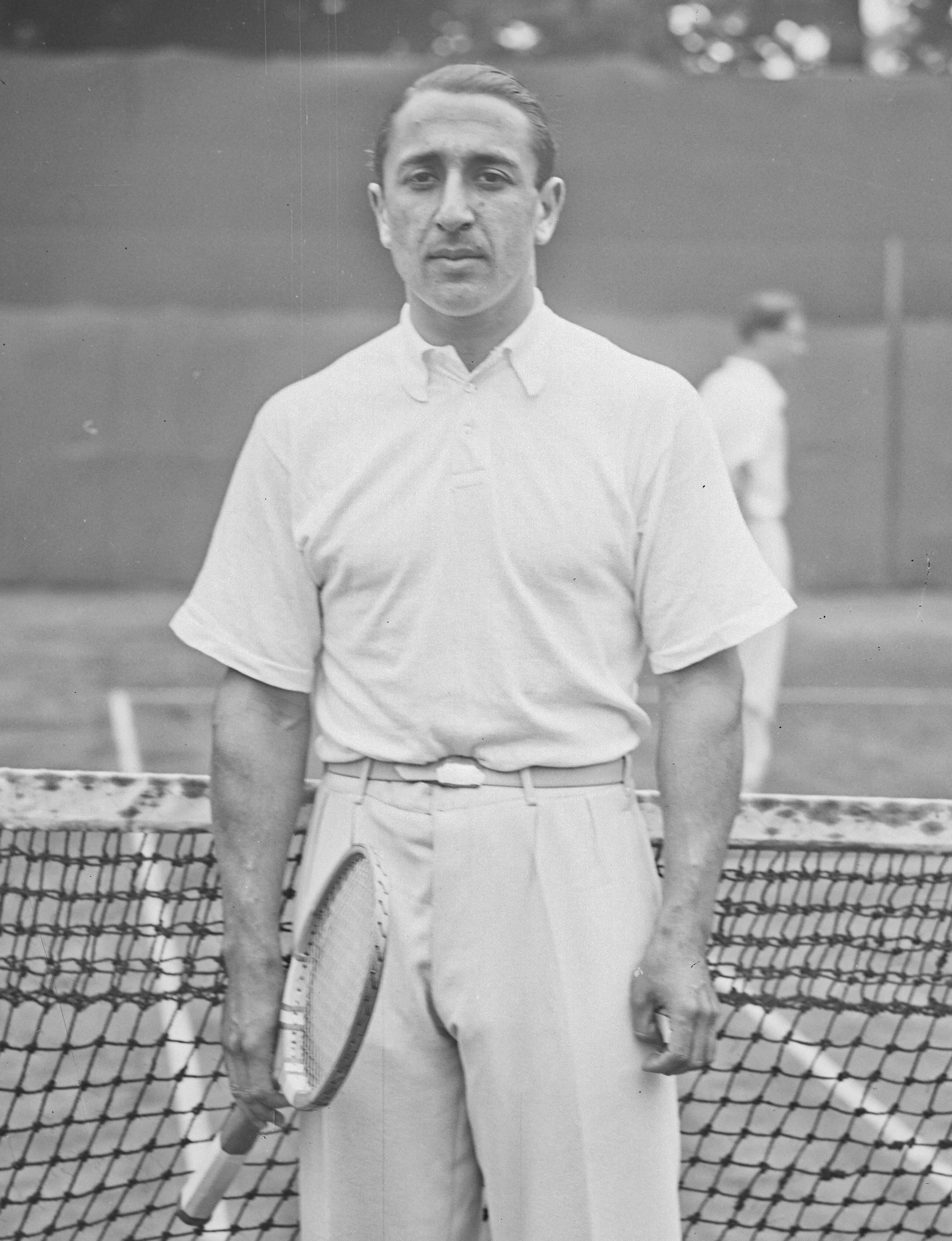
Daniel Prenn (links) (1930)

Daniel Prenn (* 7. September 1904 in Vilnius, Litauen; † 3. September 1991 in Dorking, Surrey, Vereinigtes Königreich) war ein deutscher Tennis- und Tischtennisspieler. Bis zu seiner Emigration nach England im April 1933 war der jüdische Prenn einer der erfolgreichsten deutschen Tennisspieler.

## Leben
Prenn kam 1904 in Vilnius zur Welt, das damals zum Russischen Kaiserreich gehörte, und wuchs zunächst in Sankt Petersburg auf. Nach der Februarrevolution 1917 verstärkte sich die antijüdische Stimmung und die Familie beschloss – wie viele andere Juden auch – in den Westen überzusiedeln. 1920 ließen sich die Prenns schließlich in Berlin nieder. Daniel Prenn studierte an der Technischen Universität in Charlottenburg. Er wurde Mitglied von Rot-Weiß Berlin, wo er auch den russischen Schriftsteller Vladimir Nabokov kennenlernte und so Anschluss an die aristokratischen Kreise bekam. Er war in verschiedenen Sportarten aktiv, bevor er sich für Tennis entschied. Trotz der Inflation 1923/1924 blieb er in der deutschen Hauptstadt. Er spielte auch für den SV Zehlendorfer Wespen. 1928 gewann er das Herreneinzel bei den Internationalen Tennismeisterschaften von Deutschland in Hamburg gegen Hans Moldenhauer. 1929 schloss er sein Ingenieurstudium ab. Von diesem Zeitpunkt an bis 1932 belegte er Platz 1 in der deutschen Rangliste.
In Berlin erreichte Prenn 1929 mit der deutschen Mannschaft das Finale im Davis Cup. Beim Spiel gegen das englische Team, zu dem Fred Perry gehörte, gewann er nach großem Kampf gegen den englischen Spitzenspieler Henry „Bunny“ Austin in 5 Sätzen. Damit hatte er maßgeblichen Anteil am Sieg des deutschen Teams, das so Sieger in der Europazone wurde. Insgesamt bestritt er von 1928 bis 1932 31 Spiele im Davis Cup (22 Einzel und 9 Doppel) von denen er 21 Spiele gewann. Beachtet wurde auch sein Sieg 1932 über den Amerikaner Frank Shields, worauf ihn ein amerikanisches Tennismagazin als „Europe’s number one man“ bezeichnete. In den Weltranglisten wurde er inzwischen unter den ersten Zehn geführt: Platz 8 in der Rangliste von Bill Tilden (1929), Rang 7 in der Liste von Arthur Wallis Myers (1932).
Nach der „Machtübernahme“ durch die Nationalsozialisten schloss der Deutsche Tennis Bund (DTB) aufgrund einer Erklärung des Reichssportführers jüdische Spieler nach und nach aus dem Vereinsleben aus, sie erhielten z. B. keine Teilnahmeberechtigung für die internationalen Turniere. Daniel Prenns Name wurde ausdrücklich als einer derjenigen genannt, die nicht für den Davis-Cup 1933 gemeldet werden sollten. Prenn, zu diesem Zeitpunkt Sechster in Myers’ Weltrangliste, emigrierte mit seiner Ehefrau Charlotte im April 1933 nach England und nahm die britische Staatsbürgerschaft an. Der Ausschluss Prenns löste im Ausland im Vorfeld der Olympischen Spiele 1936 in Berlin einige Reaktionen aus. Henry Austin und Fred Perry – Mitglieder der gegnerischen britischen Davis-Cup-Mannschaft im Vorjahr – kritisierten in einem offenen Brief in The Times diesen Vorgang. Der schwedische König Gustav V. soll nach einem Empfang bei Hindenburg und Hitler auf einem Tennismatch mit Prenn bestanden haben. Auch der „Tennis-Baron“ Gottfried von Cramm protestierte gegen die Behandlung Prenns und wurde später aufgrund des § 175 verhört, angeklagt und verurteilt.
Prenn gewann 1933 in England noch einige Turniere, darunter gegen Hendrik Timmer, konnte aber insgesamt nicht mehr die frühere Spielstärke erlangen. Der Diplom-Ingenieur eröffnete ein Büro für Kommunikationstechnik und brachte es damit zu großem Wohlstand. 1955 gewann sein ältester Sohn Oliver (* 1938) den Juniorentitel bei den Wimbledon Championships. Daniel Prenn starb 1991 wenige Tage vor seinem 87. Geburtstag als wohlhabender Mann in England.

## Tischtennis
Prenn nahm 1926 mit der deutschen Mannschaft an der 1. Tischtennisweltmeisterschaft in London teil, man belegte den 7. Platz. 1928 wurde er in der deutschen Rangliste auf dem 2. Rang geführt.

### Turnierergebnisse
| Verband | Veranstaltung     | Jahr | Ort    | Land | Einzel    | Doppel        | Mixed        | Team |
| ------- | ----------------- | ---- | ------ | ---- | --------- | ------------- | ------------ | ---- |
| GER     | Weltmeisterschaft | 1926 | London | ENG  | letzte 32 | Viertelfinale | keine Teiln. | 7    |